# Lakšmi Narajan Tripati
Lakšmi Narajan Tripati je indijska aktivistkinja koja se bori za prava transrodnih osoba, ali i glumica i plesačica. Prva je osoba bramanske kaste koja je postala hidžra (srednji rod u Indiji). Takođe je i prva transrodna osoba koja je 2008. godine predstavljala Aziju i Pacifik u Ujedinjenim nacijama.

## Biografija
Rođena je 1979. godine u gradu Tanu, u indijskoj državi Maharaštra. Bila je prvo muško dete rođeno u porodici Bramana. Iako rođena kao dečak, uvek je osećala naglašenu žensku prirodu. Još od detinjstva je imala podršku roditelja, ali to zbog društvene osude nikada nisu hteli da iznesu u javnost.  Godine 1998. upoznala do tada njoj jedinu poznatu transrodnu osobu po imenu Lorens Frensis (alijas Šabina) koja joj je ispričala čitav istorijat hidžri i objasnila na koji način može da pristupi ovoj društvenoj, ali i kulturnoj grupi u Indiji. Ubrzo potom, Lakšmi je prošla inicijaciju (dobila je na poklon dva zelena sarija koji simbolizuju nov životni put) i postala deo hidžri, odnosno društvenoj kasti transrodnih osoba u Indiji.
Lašmi je pobila mnoge predrasude, od toga da hidžre ne govore engleski, do toga da osobe koje pripadaju najvišoj kasti ne mogu biti hidžre.
Zahvaljujući njoj i njenoj borbi, Vrhovni sud Indije je 2014. godine prihvatio treći rod, odnosno dao legitimitet transrodnim osobama.
Lakšmi je objavila nekoliko knjiga i glumila u nekoliko bolivudskih filmova. Učestvovala je 2005. godine i u nagrađenom dokumentarnom filmu „Između linija” (Between the lines. U koautorstvu sa Puđom Pande napisala je autobiografiju „Crveni ruž” (Red lipstick) koju je objavila renomirana izdavačka kuća Penguin. Godine 2017. izabrana je za Indijku godine. Susrela se i sarađivala sa mnogim značajnim ljudima sveta mežu kojima je i iranski pisac Salman Ruždi. Udata je i ima dvoje usvojene dece. Osnivač je i predsednik „Astitva Trust”, prve transdžender organizacije u Aziji.
S namerom sam prihvatila da postanem hidžra, bio je to svestan izbor koji sam napravila, onaj koji malo njih razume. Zašto bi se inače dete iz bogate, čestite, bramanske porodice opredelilo za kult, tradiciju ili deo društva koje je izvikano od strane većine. Zaista, zašto?

## Spoljašnje veze
- Laxmi: Why I chose to become Hijra?
- Women in the world: India's Third Gender